# Kościół Najświętszego Serca Pana Jezusa w Bytomiu
Kościół Najświętszego Serca Pana Jezusa – rzymskokatolicki kościół parafialny w Bytomiu, przy ul. Kazimierza Pułaskiego 9 (historyczny Kleinfeld).

## Historia
Budynek został ukończony w roku 1925 i początkowo mieścił siedzibę towarzystwa sportowego Sportsverein Vorwärts. Z powodu kłopotów finansowych budynek został wystawiony na sprzedaż. W 1928 roku obiekt nabył mistrz murarski Franz Emanuel Neumann w imieniu parafii Świętej Trójcy w Bytomiu, która postanowiła zamienić salę widowiskowo-treningową na kościół, na co 28 grudnia 1926 roku wydał zezwolenie kardynał Adolf Bertram. 
Neumann przeprowadził prace adaptacyjne. W narożniku przy wejściu do kościoła dobudowano wieżę z figurą Jezusa Chrystusa, prace prowadzono pod kierownictwem architekta Groppera, ponadto w oknach zamontowano 10 witraży. Obiekt został konsekrowany 5 maja 1928 roku przez ks. prałata Augustyna Świerka z parafii Świętej Trójcy w Bytomiu; parafia została erygowana 31 stycznia 1928 roku, a budynek przekazany zakonowi jezuitów. 
Po II wojnie świątynia została przejęta przez polskich jezuitów. Remontów kościoła dokonano w 1945 i 1978 roku. W 1949 roku kościół został powiększony kosztem 2 izb mieszkalnych oraz przebudowano front prezbiterium. Zatrudniono wówczas artystę Mieczysława Różyckiego ze Lwowa oraz malarzy Idczaka i Wyrożewskiego. W latach 1962–1963 ponownie prowadzono prace adaptacyjne pod kierownictwem artysty Ostrzołka. W 1969 roku część piwnicy pod świątynią została zaadaptowana na ośrodek akademicki z kaplicą oraz salą zebrań. Kolejne prace adaptacyjne prowadzono według projektu prof. Macieja Bieniasza.

## Architektura
Kościół jest w zespole zabudowy zwartej, salowy, jednonawowy. Jego prezbiterium jest wydzielone w układzie wnętrz. Budynek murowany i otynkowany, wnętrze zostało nakryte stropem żelbetowym płytowo-żebrowym. Wewnątrz znajduje się jedna empora wraz z organami. Kościół został zbudowany w stylu funkcjonalizmu, wewnętrzna dekoracja po części nawiązuje do neoklasycyzmu. 
Ołtarz główny z figurą Jezusa Chrystusa oraz figurami św. Ignacego Loyoli i św. Franciszka Ksawerego, w ołtarzach bocznych figury Maryi i świętego Józefa.

## Galeria

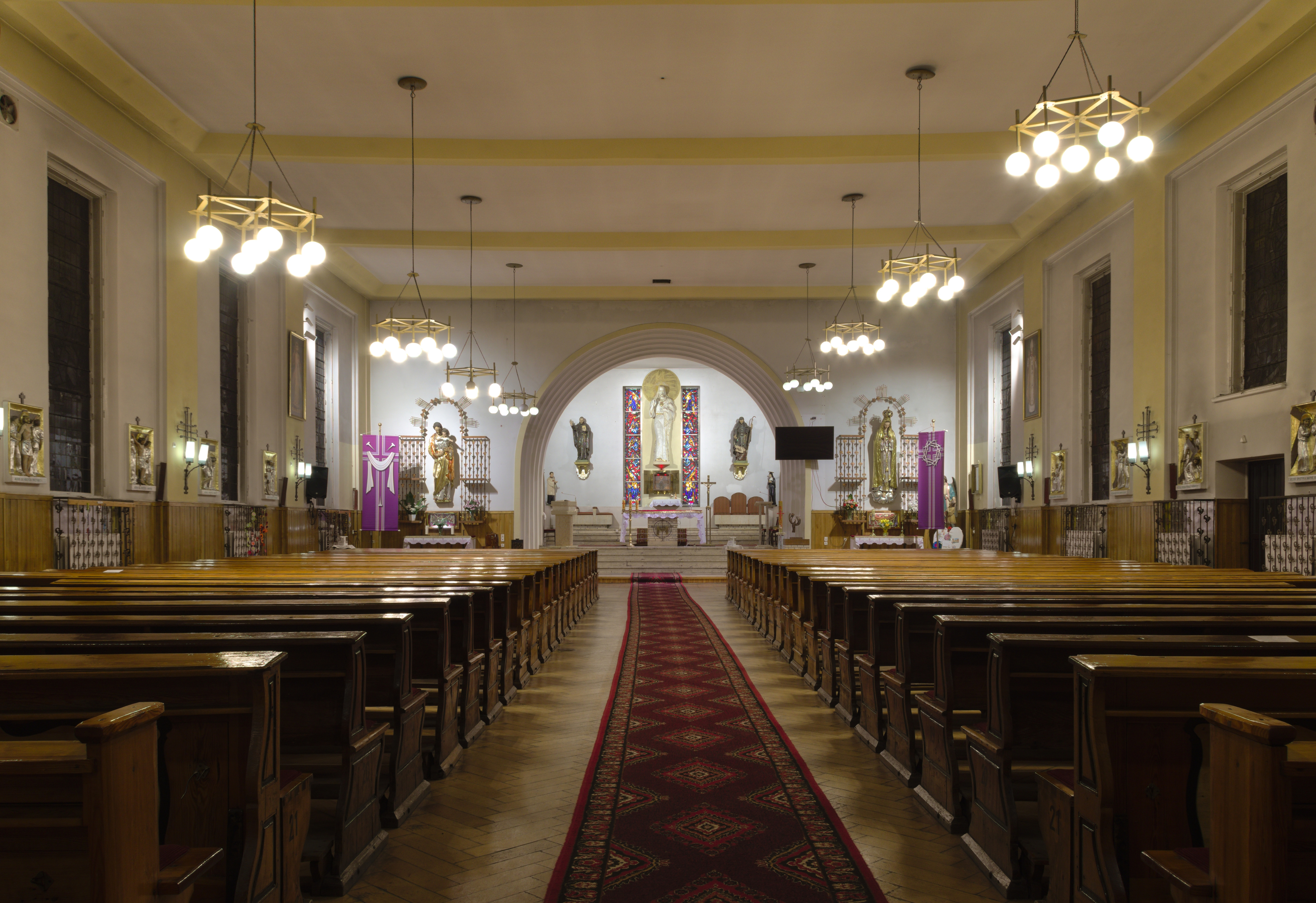
Wnętrze (2021)
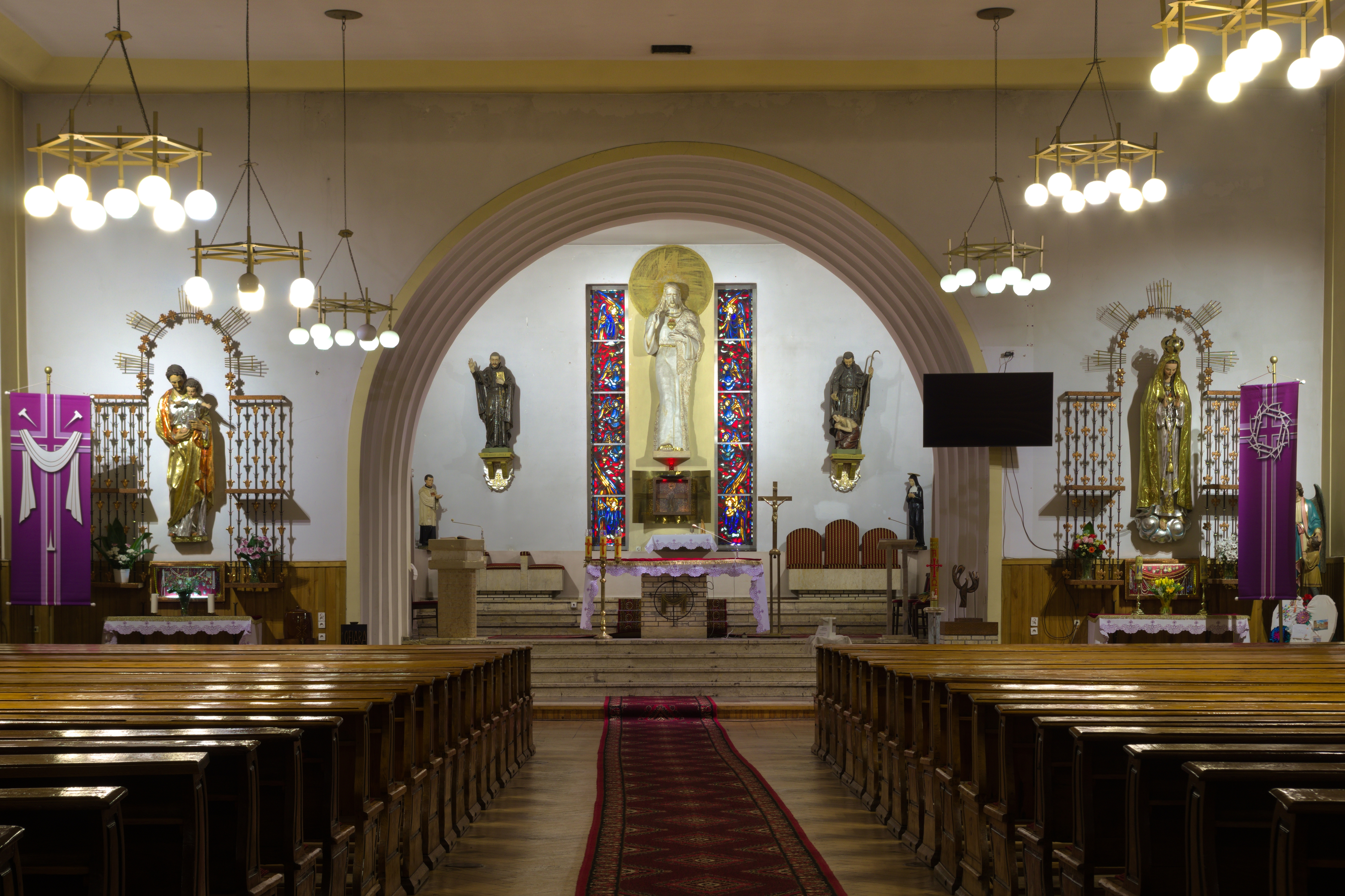
Ołtarz główny oraz ołtarze boczne (2021)
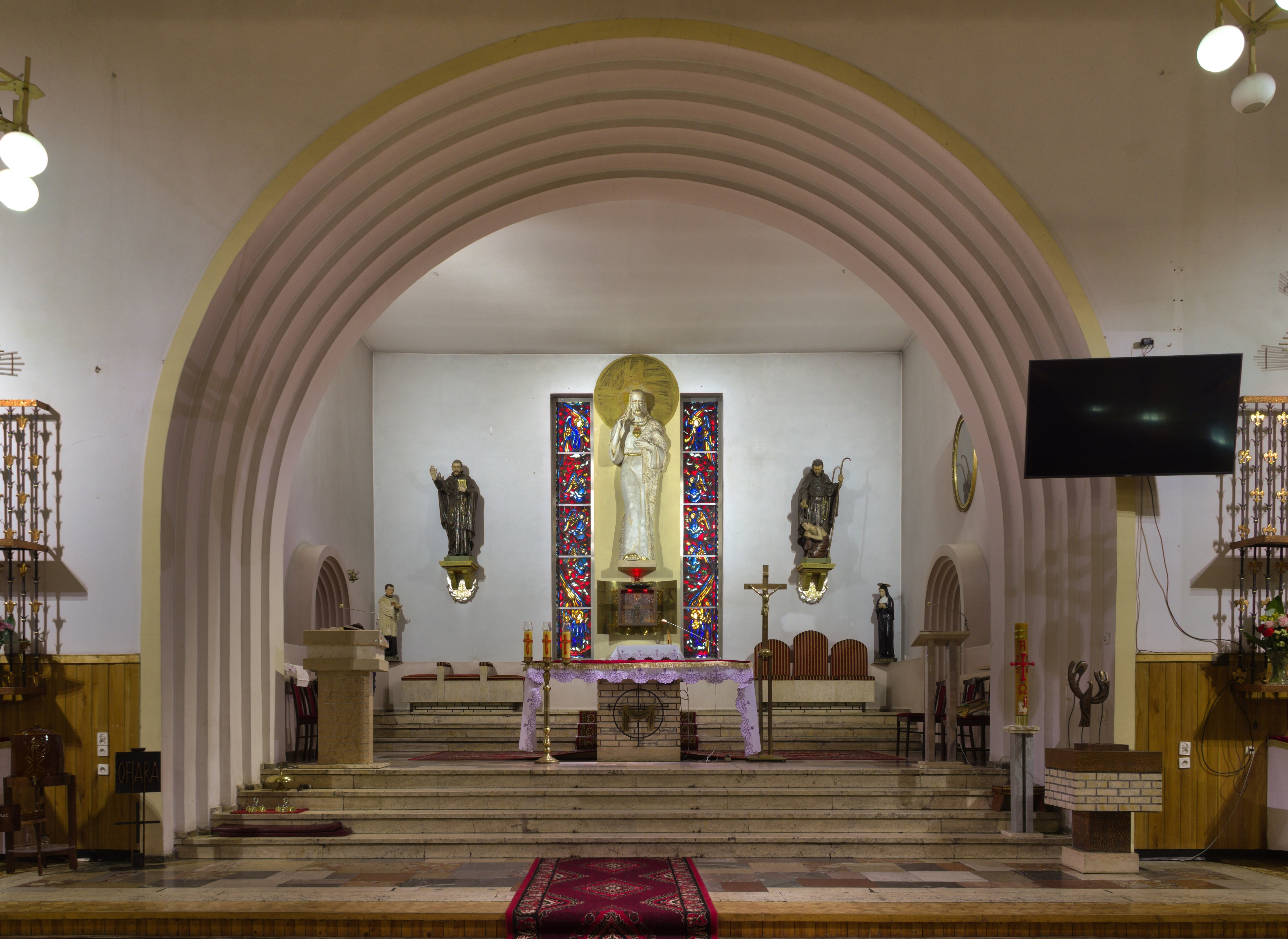
Prezbiterium (2021)
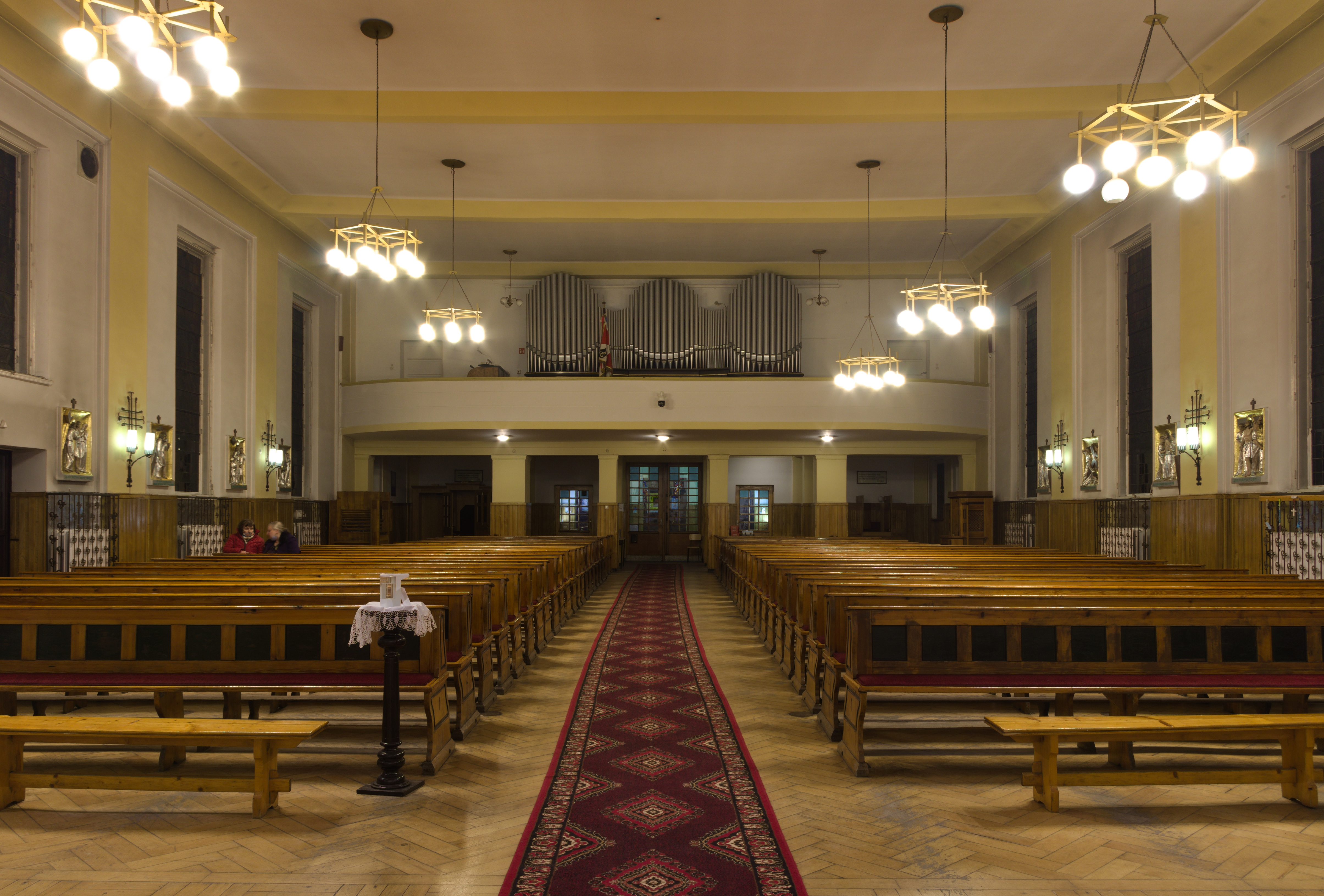
Empora organowa (2021)
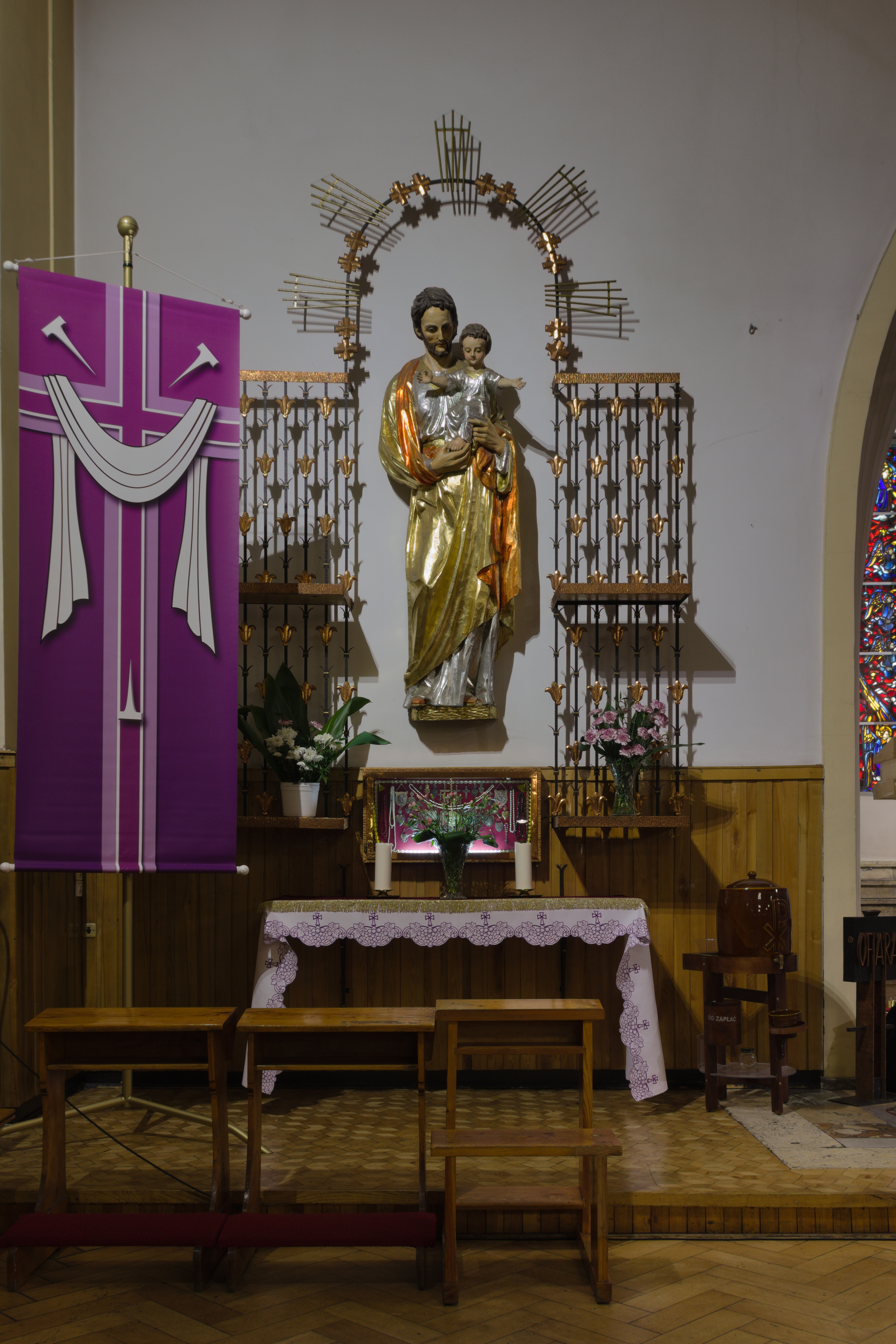
Figura św. Józefa z Dzieciątkiem w ołtarzu bocznym (2021)
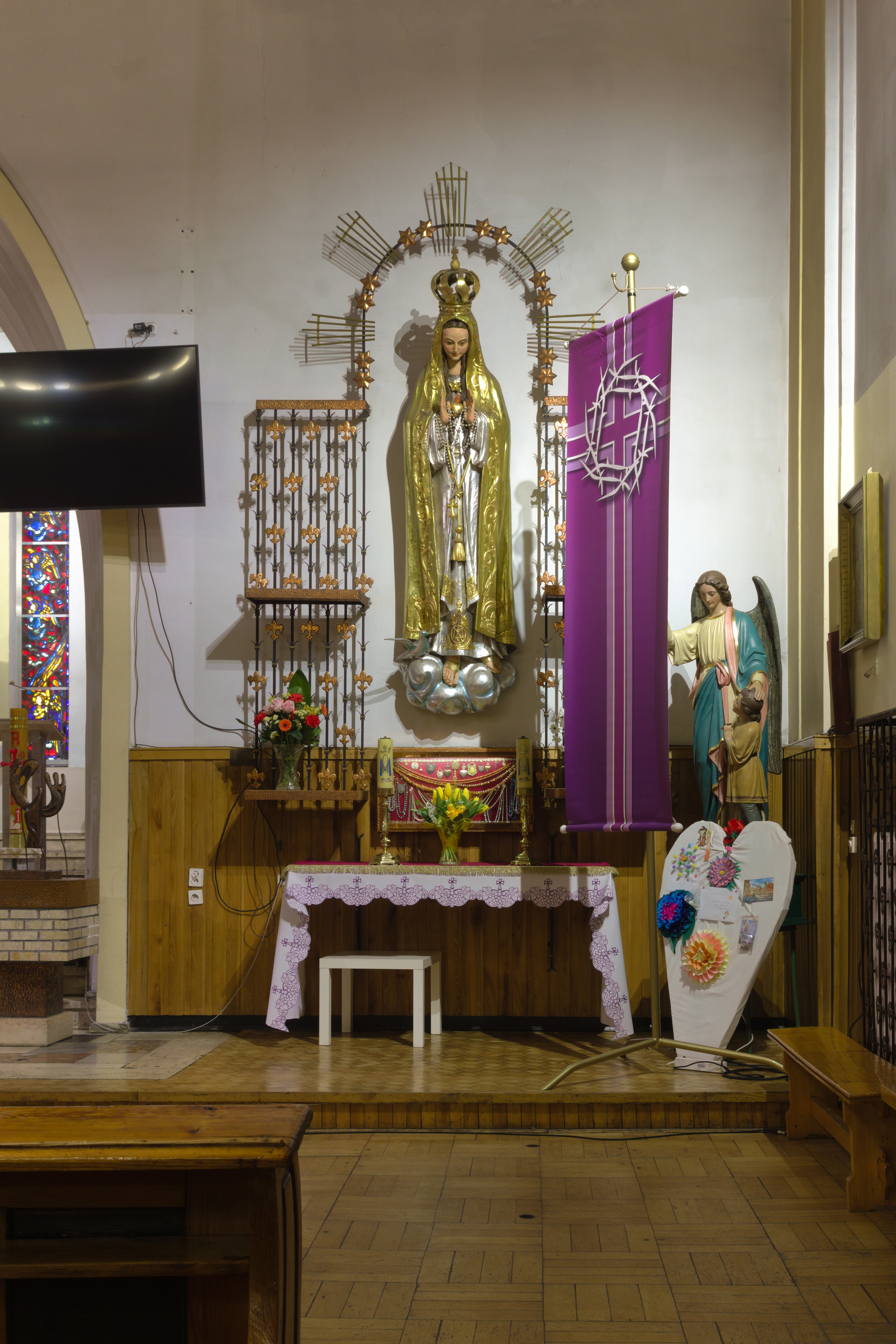
Figura Maryi w ołtarzu bocznym (2021)